# Katherine Nye
Katherine Elizabeth Nye, född Vibert den 5 januari 1999, är en amerikansk tyngdlyftare.

## Karriär
I augusti 2021 vid OS i Tokyo tog Nye silver i 76-kilosklassen efter att ha lyft totalt 249 kg.